# Koobface
Koobface (анаграмма от Facebook) — компьютерный червь, созданный для кражи информации, распространения других вредоносных программ и создания ботнета. Впервые был обнаружен в 2008 году, однако его пик пришёлся на 2009 и 2010 годы, когда его ботнет имел размер от 400 до 800 тыс. устройств. Был создан для систем Linux, Windows и Mac OS X, имеет ряд вариаций. Известен атаками на соцсети Facebook, MySpace и Twitter.
Вирус был создан пятью россиянами: Антон Коротченко (псевдоним «KrotReal»), Станислав Авдейко («светодиод»), Святослав Е. Поличук («ПсВят» или «Психоман»), Роман П. Котурбач («PoMuc») и Александр Колтышев («Дискета»). Они также известны как «Али Баба & 4» или «Банда Koobface», на 2010 год они проживали в Санкт-Петербурге. Скорее всего, через вирус они могли получать как минимум $2 млн в год, хотя скорее всего даже больше.

## Схема работы вируса
Заражение Koobface происходит через получение фальшивой ссылки на YouTube в сообщении от друга пользователя. Вместе с ссылкой идёт текст по типу «Это ты в этом видео?». После открытия ссылки открывается поддельная страница YouTube с миниатюрой некоего видео, при нажатии на неё запускается вредоносный Java-апплет, через который происходит заражение вирусом. Более ранняя версия Koobface при нажатии на миниатюру предлагает пользователю обновить Adobe Flash Player, на самом деле при «обновлении» запускает вредоносный код. Заражённые системы привязываются к ботнету и через сервер ботнета получают дальнейшие инструкции.
После заражения системы Koobface копирует себя в определённые системные папки, им же будет скачан бэкдор, а на экране заражённого пользователя появляется окно без возможности закрытия, оповещающее о том, что данная система якобы была взломана через фишинговый сайт, при этом будет предоставлен телефон специалиста Apple. При звонке по телефону пользователю предложат предоставить контроль над устройством для удаления вируса. В действительности после предоставления контроля злоумышленниками будут украдены личные данные.
Для дальнейшего распространения червь с помощью 10 cookie-файлов разных соцсетей взламывает аккаунты пользователя и распространяется по ним, рассылая сообщения его друзьям. Этими 10 соцсетями являются Bebo, Facebook, Friendster, fubar.com, hi5, LiveJournal, MySpace, myYearbook, Netlog и Tagged.